# 臺灣深海鼬鳚
臺灣深海鼬鳚（学名：Brotulinella taiwanensis），又名深海鼬魚，为深海鼬魚科深海鼬鳚屬下的一个种。